# Mär
Mär (från franskans maire, av latinets major, större) är benämningen på en kommuns högste styresman i Frankrike (ungefär motsvarande borgmästare). Alternativt kan det syfta på byfogde eller liknande.[källa behövs]